# 卢娜
卢娜（Luna，又写作露娜或路娜）是罗马神话中的月亮女神。“Luna”在法语和意大利语中也有月亮或月神的意思。在希腊神话中她的对应者为塞勒涅。卢娜也常常和狄安娜或赫卡忒混淆在一起。在罗马的阿文提诺山上建有供奉她的神庙。
卢娜身为月神，象征着月亮的神圣与光辉，在三位一体女神－三相女神中代表着月盈的一面，與象徵月圓的黛安娜以及象徵月缺的普洛塞庇娜相對應。

## 大眾文化
- 神魔之塔天秤宮
- 动漫美少女战士主人公月野兔的伙伴雌性黑猫的名字是「露娜」，后来与雄性白猫阿尔忒弥斯结合，诞下女儿戴安娜。三只猫的名均来源于不同神话传说中的月神之名。
- 動漫咕嚕咕嚕魔法陣中一角色潮潮·歌·絲拉姆被普拉特教尊稱為聖女「露娜」。
- 《王者荣耀》
- 《哈利波特》中的露娜·羅古德是霍格華茲的學生，屬於雷文克勞學院，活躍於鄧不利多的軍隊，並擔任第二任副領袖。